# Igoéti
Igoéti (en géorgien : იგოეთი) est un village de Chida Karthlie (Kartlie intérieure) situé entre Mtskheta et Gori, juste au sud de la frontière ou limite administrative avec l'Ossétie du Sud, connu en raison de la cathédrale de Samtavissi qui se trouve à proximité du village.
En 2007 lors de la construction de l'autoroute S1 le site historique de Grakliani (en) a été découvert près du village sur les rive de la Lekhoura (ka).